# Sara Felloni
Sara Felloni   (3 d'octubre de 1972)  és una ex-ciclista italiana que va competir professionalment entre 1998 i 2002.

## Palmarès
Palmarès de Sara Felloni.
- 1998
  - Vencedora d'una etapa al Giro de Pordenone
- 1998
  - 1a al Gran Premi Gran Premi Città di Castenaso
  - Vencedora d'una etapa al Giro de Toscana-Memorial Michela Fanini
- 1999
  - 1a a la Primavera Rosa
  - Vencedora de 2 etapes al Street-Skills Cycle Classic
- 2000
  - Vencedora d'una etapa al Giro de Toscana-Memorial Michela Fanini
  - Vencedora d'una etapa al Giro d'Itàlia
- 2001
  - 1a a l'Emakumeen Saria